# Sulabanus nigricolor
Sulabanus nigricolor is een keversoort uit de familie netschildkevers (Lycidae). De wetenschappelijke naam van de soort werd in 1922 gepubliceerd door Maurice Pic.